# Tromatobia hutacharerni
Tromatobia hutacharerni är en stekelart som beskrevs av Kusigemati 1988. Tromatobia hutacharerni ingår i släktet Tromatobia och familjen brokparasitsteklar. Inga underarter finns listade i Catalogue of Life.